# Diego Gómez (futbolista)
No confundir con el futbolista Diego Steven Gómez.
Diego Fernando Gómez (Cali, Valle del Cauca, Colombia; 29 de marzo de 1972) es un exfutbolista colombiano. Jugó como arquero aunque también llegó a jugar como lateral izquierdo en algunos partidos. Tras su retiro ha sido preparador de arqueros.

## Legado deportivo
Su hermano Julio Gómez también fue futbolista profesional, jugó como arquero para el América de Cali entre 1992 y 1997. Se retiró con tan solo 26 años.

## Trayectoria
Hizo su debut como profesional en la poscicion de defensa y mediocampista lateral por derecha en el año de 1992 en América de Cali; sin embargo en la misma temporada apareció como arquero alterno en América siendo el suplente de su hermano Julio César Gómez.
Con los diablos rojos obtuvo el Campeonato de 1992, sin embargo al año siguiente es transferido al Cortulua de la Primera B en donde se consolida en la titular del equipo que logró el ascenso en aquella temporada, regresa a América y consigue ser campeón en la temporada 1996/97 y en la Copa Merconorte de 1999 en la que fue héroe al atajar un penalti y convertir el que le dio el título al rojo del valle; en el 2000 es transferido al Deportivo Pasto.  
En 2003 jugando para Deportes Tolima obtiene el Torneo Finalización; en 2006 regresa al América de Cali después de su paso por el Deportes Quindío; sin embargo tras la buena campaña de 2007 Diego anuncia su retiro, para dedicarse al entrenamiento de arqueros en el América. A finales de la temporada 2009 después de 2 años de inactividad el ex Arquero de América de Cali anuncia su regreso a las canchas para el Apertura 2010 sin embargo actúa en pocos partidos y a mitad de año emigra a Venezuela para ser el nuevo Asistente Técnico de Rafael Dudamel en Estudiantes de Mérida.
es el actual entrenador de arqueros del deportivo tachira

## Clubes

### Como jugador
| Club                   | País     | Año         |
| ---------------------- | -------- | ----------- |
| América de Cali        | Colombia | 1992        |
| Cortuluá               | Colombia | 1993        |
| Millonarios            | Colombia | 1994 - 1996 |
| América de Cali        | Colombia | 1996 - 2000 |
| Deportivo Pasto        | Colombia | 2000        |
| Toros Neza             | México   | 2001        |
| Independiente Medellín | Colombia | 2001        |
| Cortuluá               | Colombia | 2002        |
| Deportes Tolima        | Colombia | 2003 - 2004 |
| Deportes Quindío       | Colombia | 2005        |
| América de Cali        | Colombia | 2005 - 2006 |
| Deportes Tolima        | Colombia | 2006        |
| Deportivo Pasto        | Colombia | 2007        |
| América de Cali        | Colombia | 2007        |
| América de Cali        | Colombia | 2010        |

### Como preparador de arqueros
| Club                                    | País      | Año         | AT de:                                                   |
| --------------------------------------- | --------- | ----------- | -------------------------------------------------------- |
| Divisiones menores de América de Cali   | Colombia  | 2007 - 2009 | Otoniel Quintana                                         |
| Estudiantes de Mérida                   | Venezuela | 2010 - 2011 | Rafael Dudamel                                           |
| Selección de fútbol del Valle del Cauca | Colombia  | 2011        | Wilman Conde                                             |
| América de Cali                         | Colombia  | 2011        | Wilson Piedrahíta                                        |
| Monagas SC                              | Venezuela | 2012        | Eduardo Borrero                                          |
| Deportivo Táchira                       | Venezuela | 2013 - 2015 | Daniel Farías                                            |
| Cortuluá                                | Colombia  | 2017        | Jaime de La Pava                                         |
| América de Cali                         | Colombia  | 2018 - 2020 | Pedro Felício Santos, Pecoso Castro, Alexandre Guimaraes |
| Yumbo FC                                | Colombia  | 2021        | Foad Maziri                                              |

## Estadísticas como jugador

### Clubes
| Club                              | Div.          | Temporada                      | Liga  | Liga  | Copas internacionales | Copas internacionales | Total | Total |
| Club                              | Div.          | Temporada                      | Part. | Goles | Part.                 | Goles                 | Part. | Goles |
| --------------------------------- | ------------- | ------------------------------ | ----- | ----- | --------------------- | --------------------- | ----- | ----- |
| América de Cali · Colombia        | 1.ª           | 1992, 1996-1999, 2005-07, 2010 | 111   | 0     | 13                    | 0                     | 124   | 0     |
| América de Cali · Colombia        | Total club    | Total club                     | 111   | 0     | 13                    | 0                     | 124   | 0     |
| Cortuluá · Colombia               | 1.ª           | 1993                           | 13    | 0     | —                     | —                     | 13    | 0     |
| Cortuluá · Colombia               | 1.ª           | 2002                           | 41    | 0     | 4                     | 0                     | 45    | 0     |
| Cortuluá · Colombia               | Total club    | Total club                     | 54    | 0     | 4                     | 0                     | 58    | 0     |
| Millonarios · Colombia            | 1.ª           | 1994-96                        | 0     | 0     | ―                     | ―                     | 0     | 0     |
| Millonarios · Colombia            | Total club    | Total club                     | 0     | 0     | 0                     | 0                     | 0     | 0     |
| Deportivo Pasto · Colombia        | 1.ª           | 2000                           | 19    | 3     | ―                     | ―                     | 19    | 3     |
| Deportivo Pasto · Colombia        | 1.ª           | 2007                           | 1     | 0     | 1                     | 0                     | 2     | 0     |
| Deportivo Pasto · Colombia        | Total club    | Total club                     | 20    | 3     | 1                     | 0                     | 21    | 3     |
| Toros Neza · México               | 1.ª           | 2001                           | ¿?    | 0     | ―                     | ―                     | ¿?    | 0     |
| Toros Neza · México               | Total club    | Total club                     | 0     | 0     | 0                     | 0                     | 0     | 0     |
| Independiente Medellín · Colombia | 1.ª           | 2001                           | 28    | 0     | ―                     | ―                     | 28    | 0     |
| Independiente Medellín · Colombia | Total club    | Total club                     | 28    | 0     | 0                     | 0                     | 28    | 0     |
| Deportes Tolima · Colombia        | 1.ª           | 2003-04                        | 52    | 0     | 6                     | 0                     | 58    | 0     |
| Deportes Tolima · Colombia        | 1.ª           | 2006                           | 3     | 0     | 1                     | 0                     | 4     | 0     |
| Deportes Tolima · Colombia        | Total club    | Total club                     | 55    | 0     | 7                     | 0                     | 62    | 0     |
| Deportes Quindío · Colombia       | 1.ª           | 2005                           | 12    | 0     | ―                     | ―                     | 12    | 0     |
| Deportes Quindío · Colombia       | Total club    | Total club                     | 12    | 0     | 0                     | 0                     | 12    | 0     |
| Total carrera                     | Total carrera | Total carrera                  | 280   | 3     | 25                    | 0                     | 305   | 3     |

### Selección
| Selección                                                        | Temporada                  | Amistosos | Amistosos | Amistosos | Sudamérica1) | Sudamérica1) | Sudamérica1) | Mundial | Mundial | Mundial | Total | Total | Total | Media goleadora |
| Selección                                                        | Temporada                  | PJ        | GR        | Imb.      | PJ           | GR           | Imb.         | PJ      | GR      | Imb.    | PJ    | GR    | Imb.  | Media goleadora |
| ---------------------------------------------------------------- | -------------------------- | --------- | --------- | --------- | ------------ | ------------ | ------------ | ------- | ------- | ------- | ----- | ----- | ----- | --------------- |
| Sub-23 · Colombia                                                | 1995                       | —         | —         | —         | 0            | -0           | 0            | —       | —       | —       | 0     | -0    | 0     | 0               |
| Sub-23 · Colombia                                                | Total                      | 0         | -0        | 0         | 0            | -0           | 0            | 0       | 0       | 0       | 0     | -0    | 0     | 0               |
| Mayores · Colombia                                               | 2000                       | —         | —         | —         | 2            | -1           | 1            | —       | —       | —       | 2     | -1    | 1     | 0.5             |
| Mayores · Colombia                                               | 2002                       | 2         | -3        | 0         | —            | —            | —            | —       | —       | —       | 2     | -3    | 0     | 1.5             |
| Mayores · Colombia                                               | Total                      | 2         | -3        | 0         | 2            | -1           | 1            | 0       | 0       | 0       | 4     | -4    | 1     | 1               |
| Total Selecciones Colombia                                       | Total Selecciones Colombia | 2         | -3        | 0         | 2            | -1           | 1            | 0       | 0       | 0       | 4     | -4    | 1     | 1               |
| (1) Incluye los partidos de: Copa de las Américas y Copa de Oro. |                            |           |           |           |              |              |              |         |         |         |       |       |       |                 |

### Goles anotados
| #  | Fecha                    | Torneo    | Club            | Res. | Equipo Adv       | Modo       |
| -- | ------------------------ | --------- | --------------- | ---- | ---------------- | ---------- |
| 1. | 24 de septiembre de 2000 | Primera A | Deportivo Pasto | 1-3  | Once Caldas      | Tiro libre |
| 2. | 15 de octubre de 2000    | Primera A | Deportivo Pasto | 3-1  | Deportes Quindío | Penal      |
| 3. | 22 de octubre de 2000    | Primera A | Deportivo Pasto | 1-3  | Atlético Huila   | Penal      |

## Palmarés

### Campeonatos nacionales
| Título              | Club            | País     | Año     |
| ------------------- | --------------- | -------- | ------- |
| Primera División    | América de Cali | Colombia | 1992    |
| Primera B           | Cortuluá        | Colombia | 1993    |
| Primera División    | América de Cali | Colombia | 1996/97 |
| Torneo Finalización | Deportes Tolima | Colombia | 2003    |

### Copas internacionales
| Título               | Club            | País     | Año  |
| -------------------- | --------------- | -------- | ---- |
| Copa de las Américas | Colombia Sub-23 | Colombia | 1995 |
| Copa Merconorte      | América de Cali | Colombia | 1999 |